# 相川町

佐渡島における平成の大合併の地図。

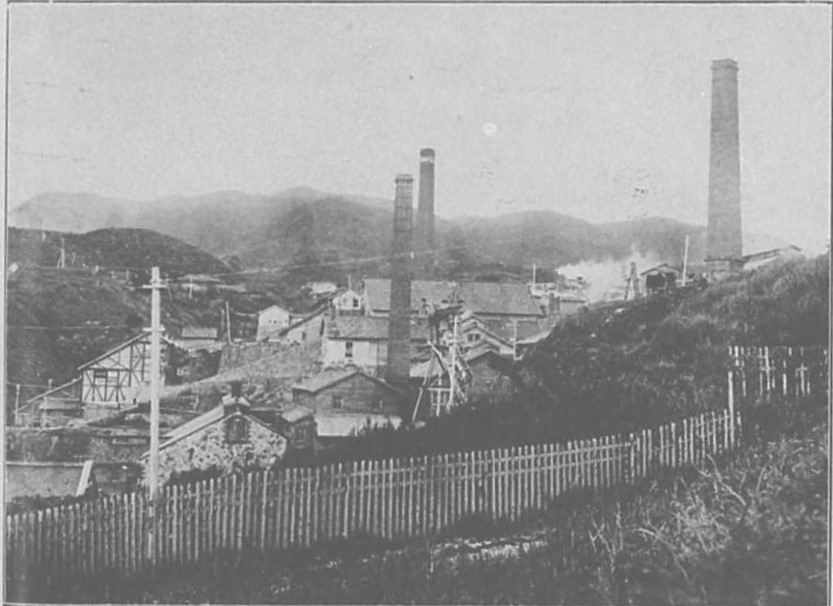
相川鉱山

相川町（あいかわまち）は、かつて新潟県佐渡郡におかれていた町。江戸時代には佐渡金山（相川金銀山）で賑わい、佐渡奉行所がおかれる佐渡国の中心であった。明治以降は鉱山町としての性格に加え、佐渡観光の中心地として栄えた。
2004年（平成16年）3月1日、佐渡全域での合併により佐渡市が発足し、相川町は廃止された。2000年国勢調査における佐和田町への通勤率は11.6%。

## 地理
廃止時点での町域は、佐渡の北西海岸にそって細長く延びていた。内陸は大佐渡山地で、海岸近くまで山が迫るが、南端は比較的なだらかな地形である。
町役場が置かれていた相川の市街は町域南西部、佐渡金山（相川金山）の麓に位置しており、海と山に挟まれた狭隘な地形に市街地が広がる。海成段丘の地形となっており、海岸沿いの狭い低地には「下町」、段丘面上には「上町」の町割りが近世より形成され、現在も骨格が残っているほか、段丘崖には石段が多く見られる。

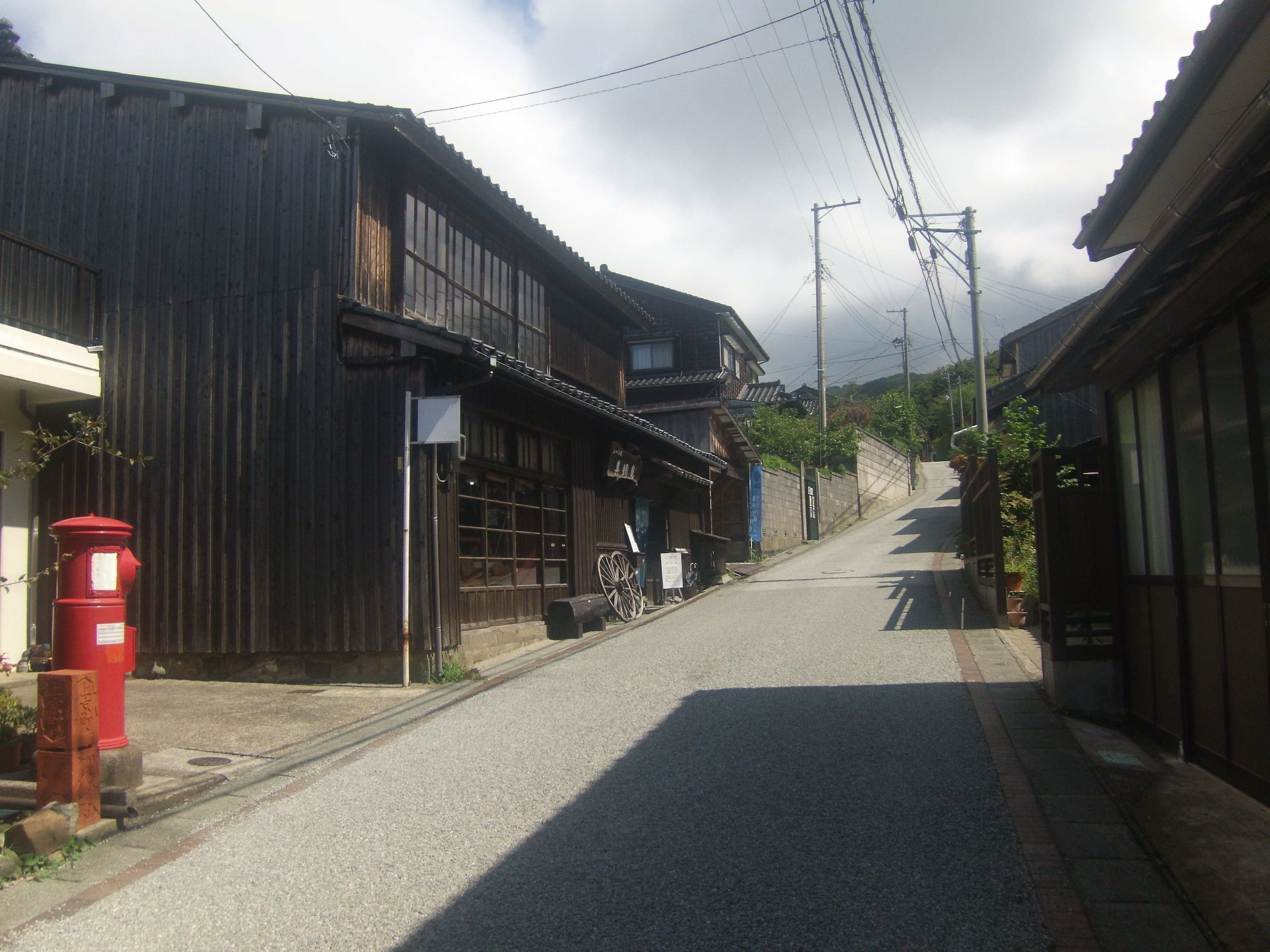
上町の京町通り
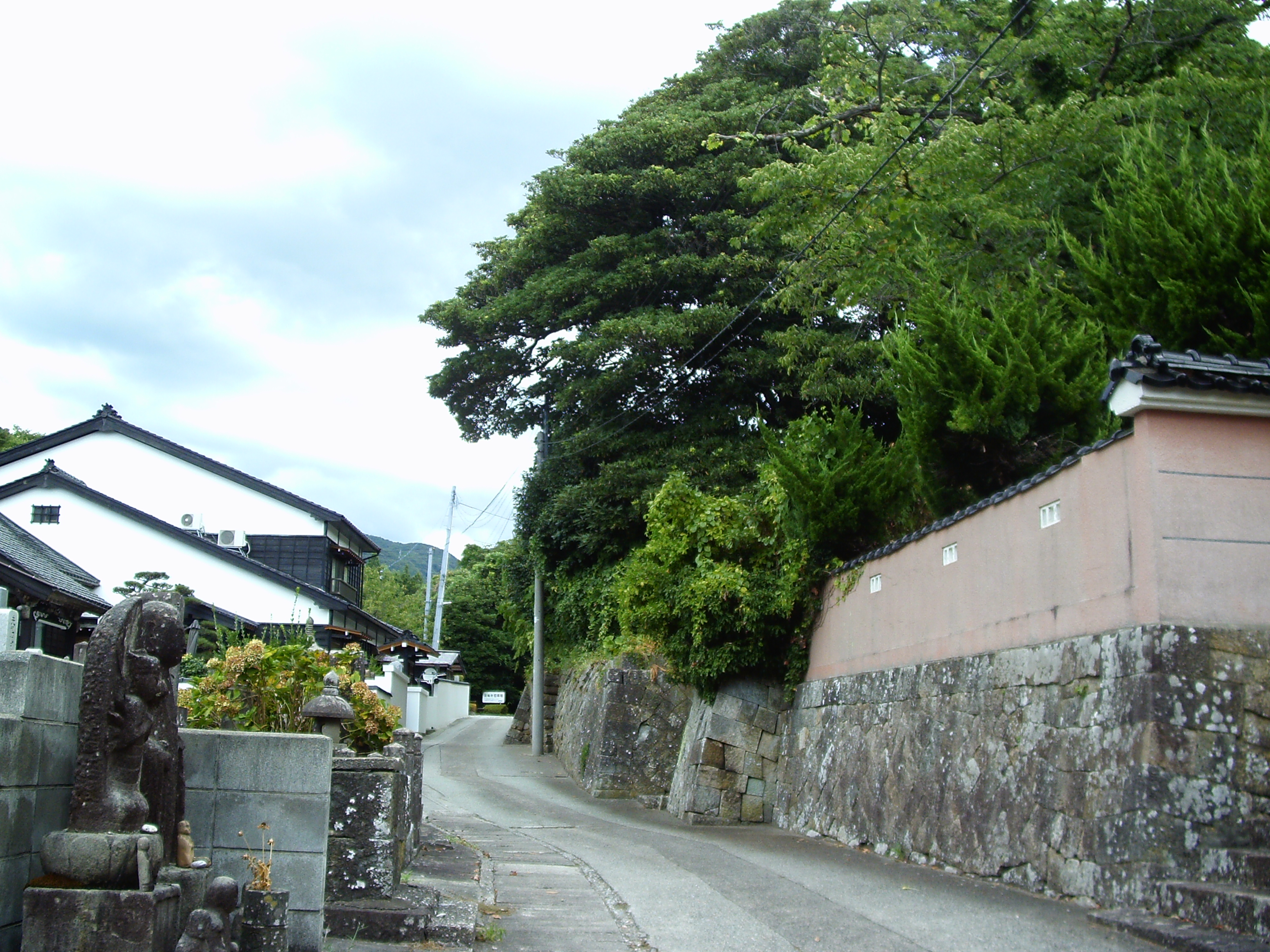
寺町
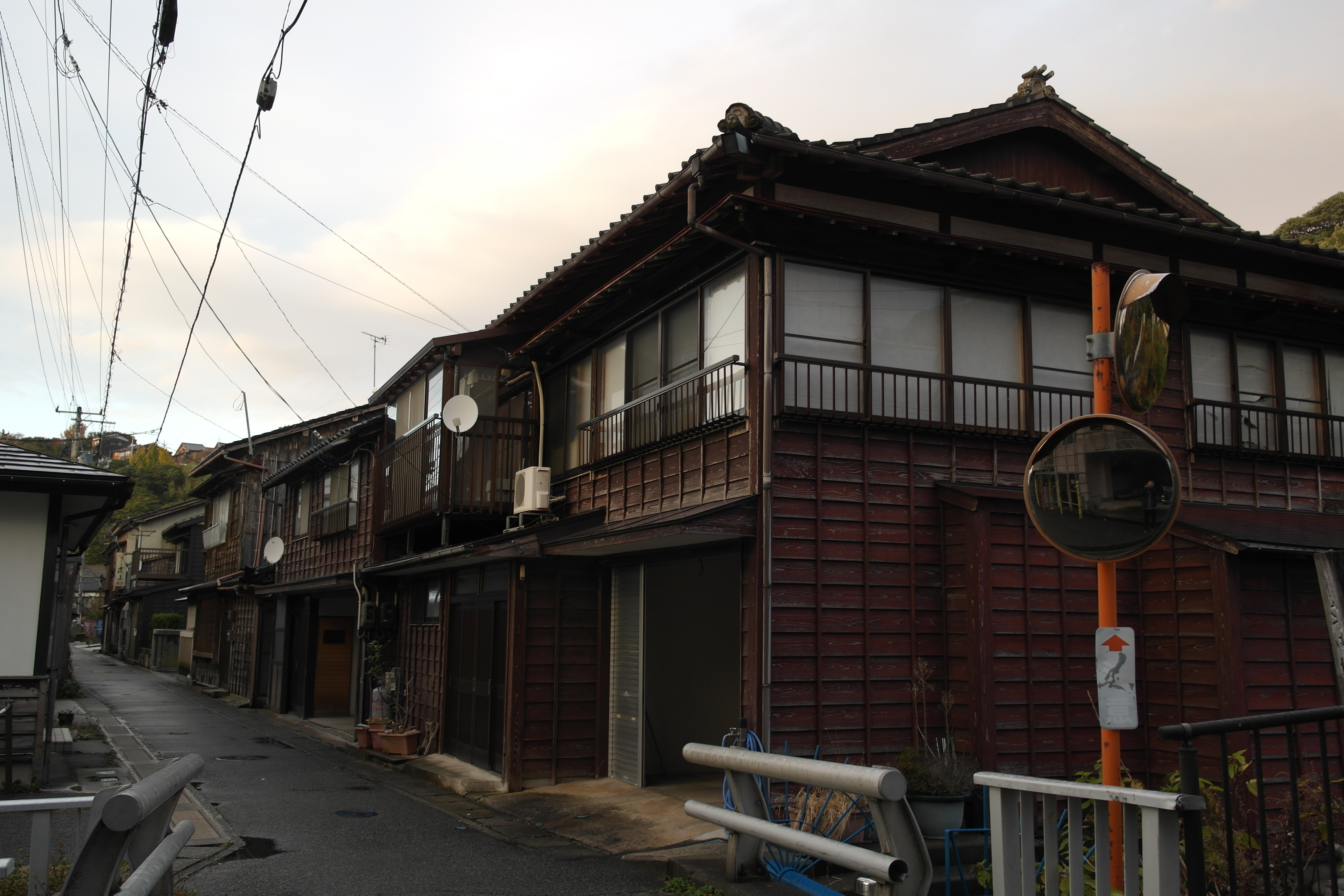
下町の家並み
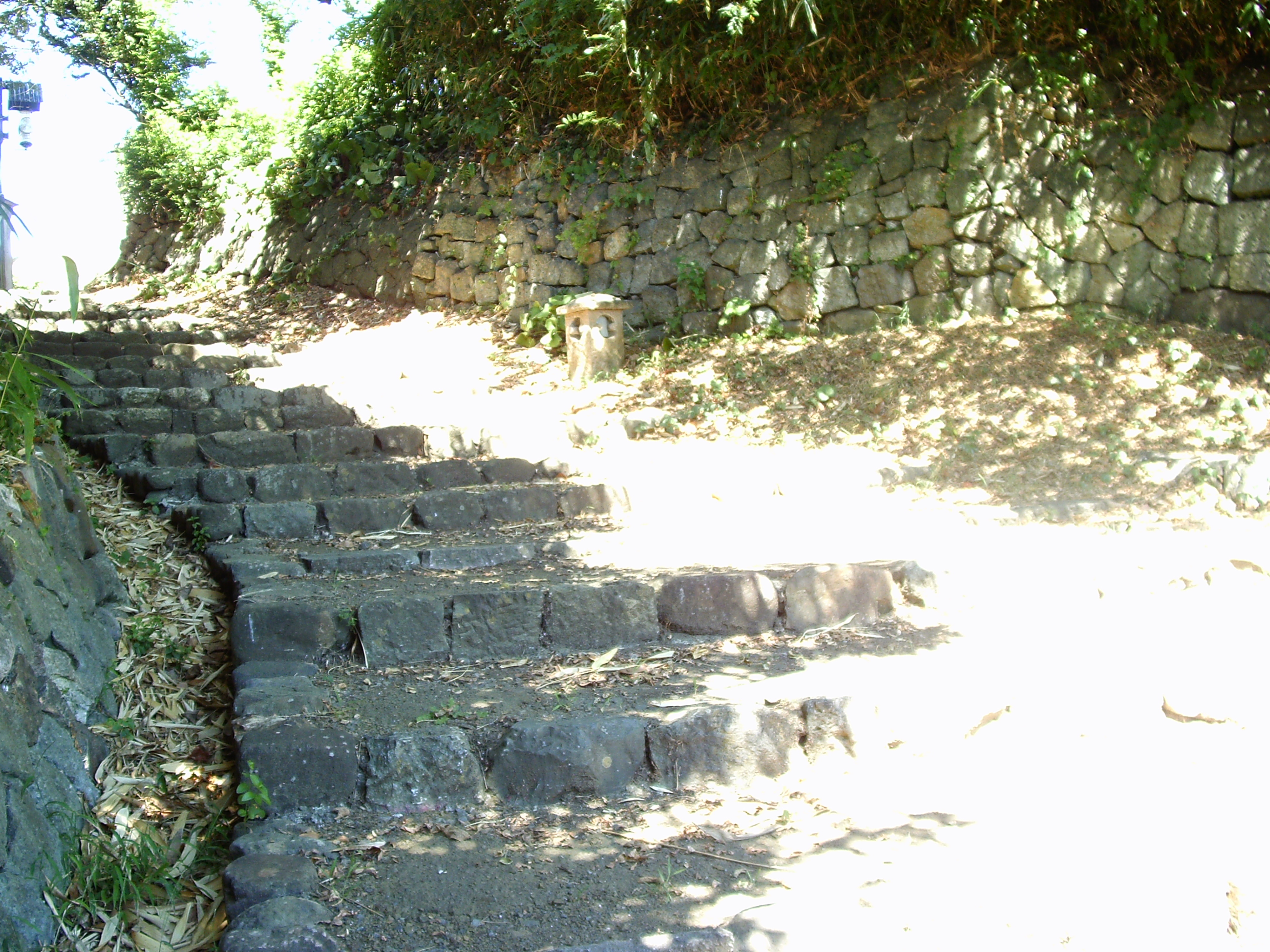
石段が残る西坂

- 山: 金北山、妙見山

### 隣接していた自治体
- 両津市、佐和田町、金井町

## 歴史
相川は元々はさびしい寒村であったとされるが、近世以降鉱山町として発展した。1601年（慶長6年）に初期の鉱山集落である上相川が成立し、1603年（慶長8年）からは佐渡代官（のちの佐渡奉行）に任命された大久保長安によって上町において奉行所を中心とした計画的な町建てが進められた。下町の開発はやや遅れて寛永年間（1624～1643年）に行われ、海を埋め立てた土地に表通りと裏通りを持つ市街地が形成された。なお、上相川は金銀山の衰退と共に人口が急減し、明治期には住む人がいなくなった。
1876年2月、相川地方の寝部屋の風習、若衆仲間の慣習、結願・功徳と称し石塔を立てることなどが禁止された。
各地から人が集まったため17世紀前半の最盛期には相川の人口は5万人ほどと言われており、これは当時の国内有数の都市である長崎に匹敵する。なお、金山開発に伴い佐渡島全体が江戸幕府の天領となっている。
近代以降も採掘は続けられ、大間港の築港、北沢浮遊選鉱場、トロッコをはじめとする近代鉱業施設の導入が行われた。しかし採掘量は減少し、1950年代前半には大規模人員縮小により家族を含め約2,000人が島を出ることとなった。1970年からは「史跡佐渡金山」として観光へと転換し、1989年に休山となった。

### 年表
- 1889年（明治22年）4月1日 - 町村制施行に伴い雑太郡相川73町、羽田村、海士町、下戸村が合併し、相川町が成立した。
- 1896年（明治29年）4月1日 - 郡の統合により佐渡郡に所属[15]。
- 1901年（明治34年）11月1日 - 佐渡郡二見村（一部）、金泉村（一部）と合併し、相川町を新設
- 1954年（昭和29年）3月31日 - 相川町、二見村、金泉村が合併して相川町を新設。
- 1956年（昭和31年）9月30日 - 相川町、高千村、外海府村が合併して相川町を新設。
- 1957年（昭和32年）11月3日 - 大字願、北鵜島、真更川を分離し、両津市に編入。
- 2004年（平成16年）3月1日 - 両津市、相川町、佐和田町、金井町、新穂村、畑野町、真野町、小木町、羽茂町、赤泊村が合併して、佐渡市になった。相川町役場は佐渡市相川支所になった。

## 行政
- 町長 - 彈正佼一（2000年10月 - 2004年3月）

相川は近世から近代にかけて、上町を中心に佐渡奉行所、新潟県佐渡支庁といった国や県の出先機関が置かれた官公庁の街であり、現在も新潟県の佐渡地域振興事務局の本庁が置かれている。昭和半ばには国中地区への移転構想もあったが、1973年（昭和48年）発表の政府の「公有地造成促進政策」の影響を受けて下町の海岸部の埋立て事業が行われ、上町にあった官公庁の多くが昭和末期から平成にかけて造成されたこの土地に移転した。

## 経済
伝統産業として無名異焼があった。
昭和30年代には映画館の相川劇場があった。

## 姉妹都市・提携都市
友好町
- 山梨県東山梨郡春日居町（現笛吹市）
佐渡奉行は初代の大久保長安以来、甲州出身者が多く山梨県とは縁があり、佐渡奉行鎮目惟明が春日居町鎮目の出身であることに因んでいる。

## 教育

### 高等学校
- 新潟県立相川高等学校

### 中学校
- 相川町立高千中学校
- 相川町立金泉中学校
- 相川町立相川中学校
- 相川町立二見中学校

### 小学校
- 相川町立高千小学校
- 相川町立金泉小学校
- 相川町立相川小学校
- 相川町立二見小学校
- 相川町立七浦小学校

## 交通

### 道路
町内に国道は通っていない。
- 県道
  - 新潟県道31号相川佐和田線
  - 新潟県道45号佐渡一周線
  - 新潟県道81号佐渡縦貫線
  - 新潟県道463号白雲台乙和池相川線（大佐渡スカイライン） 大佐渡山地の南半分を縦走する自動車道。

## 名所・旧跡・観光スポット・祭事・催事
- 佐渡金山跡
  - 北沢浮遊選鉱場
- 佐渡奉行所跡
- 京町通り
- 外海府海岸
  - 尖閣湾
  - 達者海水浴場（キャンプ場）
  - 入崎海水浴場（キャンプ場）
  - 休暇村佐渡
- 七浦海岸
  - 夫婦岩
- 佐渡版画村美術館
- 相川郷土博物館・相川町技能伝承展示館
- 大佐渡温泉

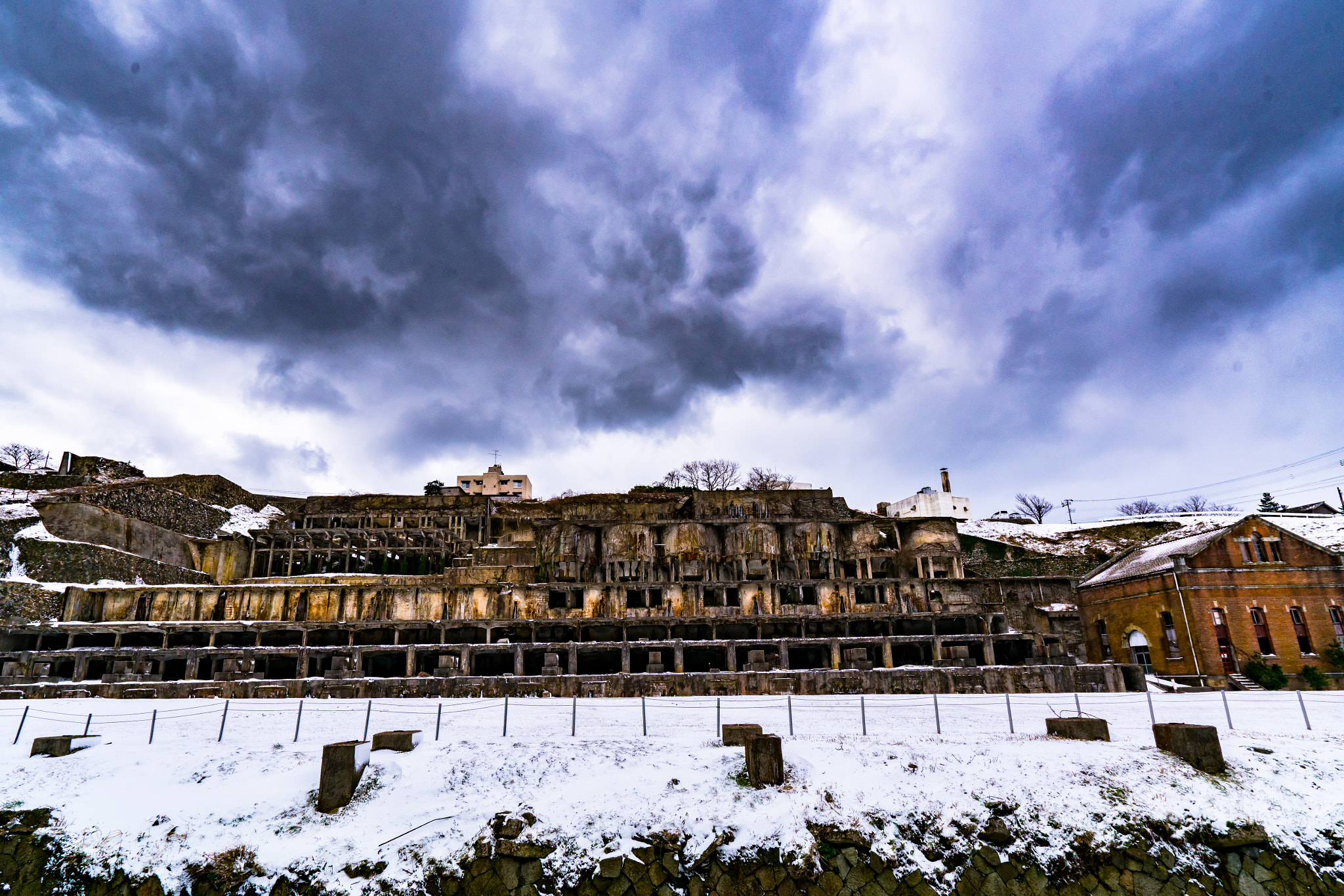
北沢浮遊選鉱場

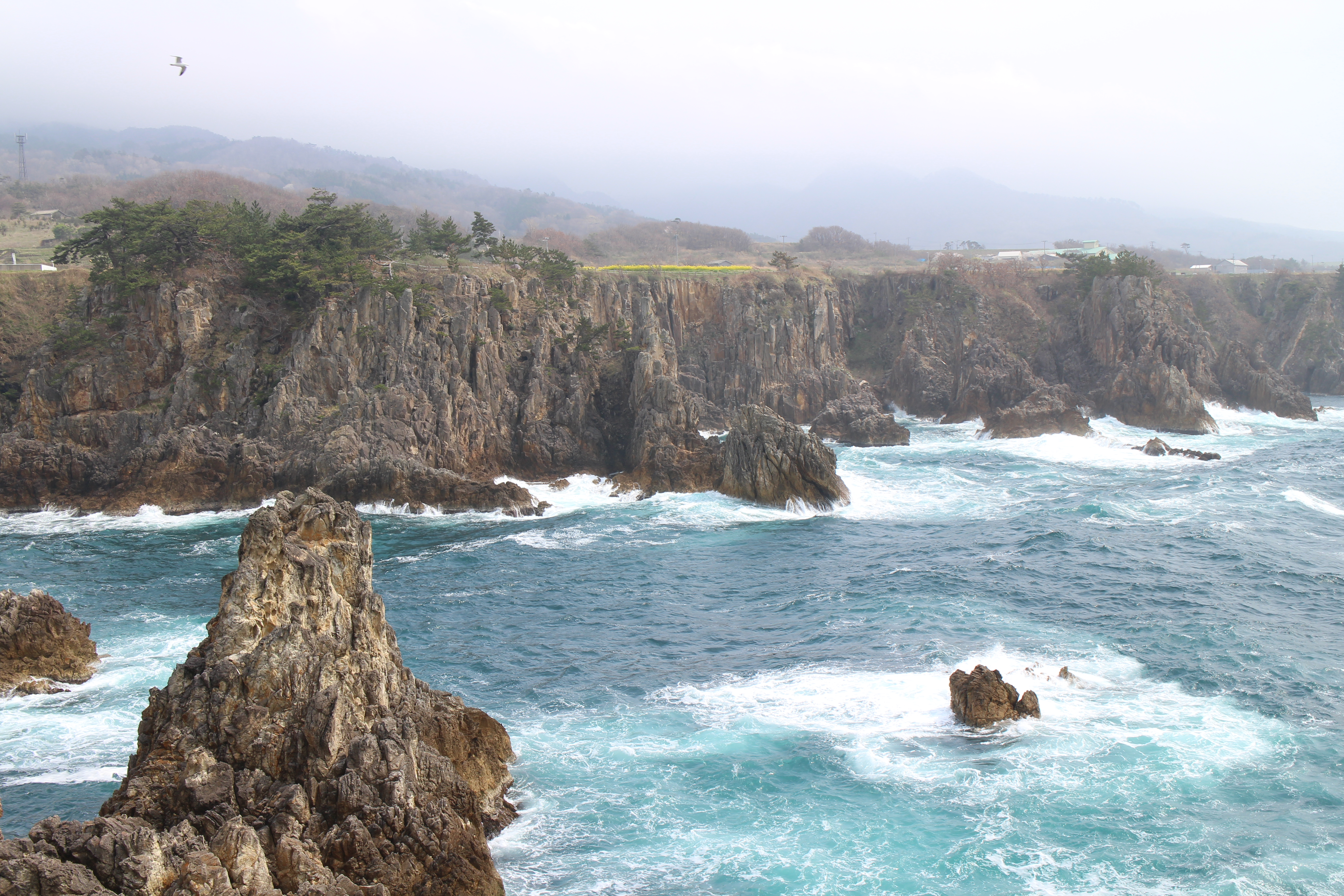
尖閣湾揚島遊園

佐渡奉行所跡ほかの鉱山関連遺跡が「佐渡金銀山遺跡」の名称で文化財保護法による国の史跡に指定。また、相川地区の630.1ヘクタールが「佐渡相川の鉱山及び鉱山町の文化的景観」の名称で同法による国の重要文化的景観として選定されている。
佐渡観光の中心地となっており、佐渡観光客の大半が町に宿泊するといわれている。

## 文化
- 佐渡おけさ
- 相川音頭
- 鬼太鼓

## 出身者
- 石井夏海（1783年～1848年） - 絵図師。
- 田中完三（1886年～1986年） - 三菱本社社長。
- 林不忘（1900年～1935年） - 小説家。
- 佐藤智雄（1917年～2000年） - 社会学者。
- 宮路オサム（1946年～） - 歌手[19]。
- 渡辺竜五（1965年～） - 政治家。佐渡市長。